# Kem mùa đông
Kem mùa đông (tiếng Hungary: téli fagylalt [ˈteːli ˈfɒɟlɒlt] hoặc téli fagyi [ˈteːli ˈfɒɟi]) là một loại mứt kẹo Hungary có bề ngoài tương tự như vỏ kem ốc quế, nhưng theo truyền thống có ganache hoặc một loại nhân kem ngọt tương tự thường là cacao sô-cô-la. Món này trở nên phổ biến vào thập niên 1970 ở nước Hungary dưới thời cộng sản, được sản xuất như một loại kem thay thế cho mùa đông thay cho kem "mùa hè", vốn được coi là quá lạnh đối với đồ ngọt mùa đông. Ngoài các cửa hàng tạp hóa, người ta thường bán món này như một phần của dịch vụ ăn uống đường sắt quốc gia (utasellátó). Sự thịnh hành của món mứt kẹo này mất dần vào đầu thập niên 1990, sau khi chủ nghĩa cộng sản ở nước này chấm dứt, các nhà sản xuất kẹo nước ngoài và các sản phẩm của họ xuất hiện tràn ngập thị trường Hungary. Tuy vậy, cùng với một số đồ ăn nhẹ và nước giải khát khác của Hungary thời cộng sản, kem mùa đông đã thu hút được sự quan tâm trở lại vào cuối thập niên 2000 và 2010.

## Đặc điểm

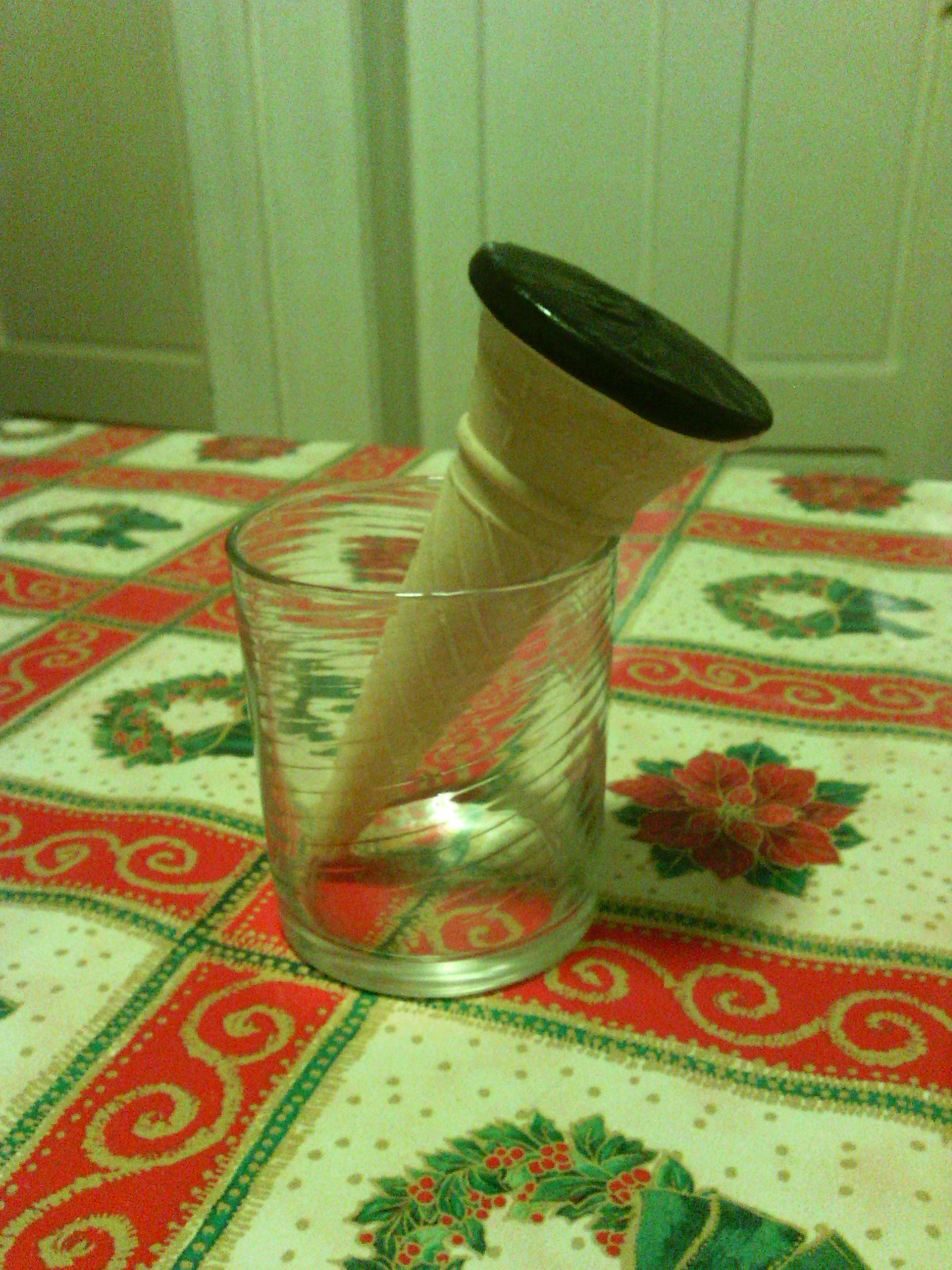
Kem mùa đông trong ly, có thể nhìn thấy mặt trên phẳng

Kem mùa đông thường bao gồm một vỏ ốc quế làm bằng bánh xốp với nhân ganache bên trong, kèm thêm lớp phủ sô-cô-la đen ở trên mặt phẳng của nhân. Những công thức chế biến rẻ hơn có thể sử dụng kem bơ có hương cacao thay vì ganache để làm nhân và sô-cô-la hỗn hợp thay vì phủ bằng lớp sô-cô-la đen. Món này ban đầu được sản xuất hàng loạt để bày bán trong các cửa hàng, nhưng giờ đây cũng có sẵn trong các tiệm bánh ngọt và dễ làm tại nhà với nhiều loại hương vị mới lạ khác nhau. Theo truyền thống, các hương vị có sẵn bao gồm cacao (kakaós), vani (vaníliás), chanh (citromos) và dừa (kókuszos).
Các biến thể sản xuất hàng loạt không cần làm lạnh trong khi vẫn có thời hạn sử dụng tương đối dài (khoảng 2–4 tháng). Ban đầu món này có trọng lượng khoảng 40 g trở lên, các loại kem mùa đông sản xuất hàng loạt hiện nay có trọng lượng khoảng 20–30 g.